# Béroul
Béroul (também Berol) foi um poeta normando ativo na segunda metade do século XII. É conhecido por ter escrito um dos primeiros poetas verificáveis em elaborar uma versão escrita da lenda de Tristão e Isolda.
O romance em verso de Béroul sobrevive em apenas um manuscrito, cópia do original, datado da segunda metade do século XIII, conservado na Biblioteca Nacional da França. O manuscrito, com um total de 4485 versos, não está completo, faltando especialmente a parte final. Acredita-se que o original tenha sido escrito por volta de 1170.
Dois poetas da época, Tomás da Inglaterra e Béroul detêm os primeiros textos mais conhecidos e, apesar de grandes diferenças no estilo, ambos possuem a essência da história.
Na versão de Béroul, Tristão vai à Irlanda em busca de Isolda para que ela se case com seu tio Mark. Porém, no caminho de volta, os dois bebem uma poção mágica que faz com que se apaixonem perdidamente. Nesta versão, Tristão não é um nobre, apesar de ser um valente guerreiro.